# Svensk-Tyska föreningen
Svensk-Tyska Föreningen är en svensk förening som enligt stadgarna ska verka för kulturellt och ideellt utbyte mellan Sverige och Tyskland. Föreningen grundades 1913 på initiativ av försäkringsdirektören Sven Palme. Bland stiftarna återfinns bland andra Carl Larsson, Selma Lagerlöf och Verner von Heidenstam. För att nå föreningens syfte anordnar föreningen föredrag, utflykter samt besök på teatrar, utställningar, museer med mera. Föreningen officiella språk är svenska, men man vill även stimulera till ökad kännedom om tyska språket. Föreningen är politiskt och konfessionellt obunden och hade 2013 cirka 450 medlemmar.

## Historik

### De inledande åren
Föreningen grundades 1913 på initiativ av försäkringsdirektören Sven Palme. Bland stiftarna återfinns bland annat ett 60-tal av den tidens framträdande kulturpersonligheter, som Svante Arrhenius, Carl Larsson, Selma Lagerlöf, Hanna Pauli och Verner von Heidenstam. I ett upprop till allmänheten inför bildandet konstaterar initiativtagarna bland annat att ”inom vida kretsar av vårt folk kännedomen om och intresset för Tyskland och det tyska folket samt dess kultur och egenart icke hava nått den utveckling, som kan anses önskvärd med hänsyn till ländernas gemenskap i tankeliv och livsvillkor”. 
Syftet med den nya föreningen – som i Berlin under en tid fick en samtidig motpart i ”Deutsch-Schwedische Vereinigung zu Berlin” – beskrivs som att ”främja svenskars och tyskars kännedom om varandras land och folk samt andliga och materiella odling, ävensom för övrigt utan några politiska mål samarbeta för gemensamma kultursyften”. Ordvalet motsvarar tidsandan och den positiva framtoning som Tyskland traditionellt åtnjutit bland dåtidens akademiskt bildade skikt i det svenska samhället. Exempelvis infördes redan 1856 det tyska språket som grundläggande läroämne vid svenska läroverk och Tyskland torde sällan ha haft en starkare ställning hos svensk opinion än vid tiden före och omkring sekelskiftet 1900.  

### 1930- och 1940-talen
Även om föreningens medlemsantal dramatiskt sjönk under tidsperioden 1914-1918 skapade Sveriges traditionella tyskorientering inom flera samhällsområden efterhand ett förnyat intresse för föreningen och dess verksamhet. Samma betydelsefulla skikt i samhället som under första världskriget tagit ställning för Tyskland kom efterhand att också under 1930-talet inta en välvillig ställning till utvecklingen i Tyskland. En starkt bidragande orsak var Sveriges allmänt goda officiella förbindelser med Tyskland.
Många svenskar tog starkt intryck av vad som kallades för ”det nya Tyskland", tillsammans med de tyska militära framgångarna i krigets inledningsskede. Föreningens verksamhet kom som en följd härav under några år på 1930-talet och början av 1940-talet att kännetecknas av sympati för den nazistiska regimen i Berlin. I föreningens föredragsverksamhet förekom i ökad utsträckning företrädare för naziregimen, såsom Rudolf Hess, Robert Ley, Gerhard Wagner, Fritz Sauckel, Hjalmar Schacht, Baldur von Schirach, Fritz Todt, Hans von Tschammer und Osten och Franz von Papen, många som senare dömdes i Nürnbergrättegångarna. På grund av Svensk-Tyska Föreningens inbjudningar var Sverige det enda icke-allierade landet med Nazi-Tyskland, som tog emot så många besök ur den nazityska ledningen. Under perioden kan cirka hälften av föreningens arrangemang betraktas som politiska. I sammanhanget märks emellertid också helt andra föreläsare som filosofen Oswald Spengler och nobelpristagaren Thomas Mann. För sin hållning under denna tid har Svensk-Tyska Föreningen i efterhand blivit föremål för kritik.
Framträdande medlemmar i föreningens styrelse under denna period var majoren och kammarherren Carl von Essen, viceamiral Charles de Champs, dennes bror generallöjtnant Henri de Champs, Sven Hedin, professorn och nobelpristagaren Hans von Euler-Chelpin och överstelöjtnant Emil Fevrell.

## Verksamheten på senare år
Åren närmast efter andra världskriget förde föreningen – liksom övriga sammanslutningar med relationerna till Tyskland – en tynande tillvaro, men en bit in på 1960-talet kan den stadgeenliga verksamheten sägas ha kommit igång igen. 
Någon formell skillnad mellan de båda tyska staterna fanns ej för föreningens del: 1977 års stadgar talar om ”utbyte mellan Sverige och Tyskland”. Men i realiteten fokuserades föreningens arbete på kontakter med företrädare för Förbundsrepubliken, det vill säga Västtyskland.
Det kan noteras att under efterkrigstiden fanns minst två andra föreningar också kom att verka för bättre relationer med Tyskland, dels det Svensk-Tyska Sällskapet, dels Vänskapsförbundet Sverige - DDR. Bådas verksamhet kom dock så småningom att upphöra – det förstnämndas definitivt år 1974 och det sistnämndas senast 1990 i samband med det tyska enandet. Men Svensk-Tyska föreningen arbetar vidare, med ett tiotal arrangemang per år, ett stadigt tillskott av även yngre medlemmar och en uttalat opolitisk styrelse.
Bland gästande tyska talare under senare tid märks bland andra ambassadörerna Wolfgang Trautwein, Joachim Ruecker och Harald Kindermann samt direktörerna Jörn Gallwitz, Klaus Bohler och Ralph-Georg Tischer. Från svensk sida har medverkat bland andra professorerna Lars Ericson Wolke, Dick Harrison, Nils Landgren, Daniel Birnbaum och Sture Packalén samt ambassadörerna Kaj Björk, Carl Tham, Ruth Jacoby och Staffan Carlsson. Som talare vid föreningens olika arrangemang har vidare framträtt bland andra landshövding Mats Hellström, överintendent Karin Sidén och direktör Göran Blomqvist. Flera arrangemang har gjorts i samarbete med bland annat Goethe-Institutet, Utrikespolitiska institutet och andra.

## Jubileumsskriften 2013
I samband med sitt 100-årsjubileum 2013 har föreningen sammanställt en jubileumsskrift Svenskt+Tyskt – tänkt och tyckt vid ett jubileum, innehållande ett tjugotal personligt hållna bidrag av framstående aktörer inom de många områden, som traditionellt förenar de båda länderna som gemensam historia, konst, musik, litteratur, företagsamhet, ekonomi, teknik och forskning. Tidsmässigt spänner skriftens innehåll från tidig medeltid till Europas framtid. I boken behandlas vidare viktiga företeelser som Berlin-murens fall och Förbundsrepublikens förhållande till Europeiska unionen. Den bärande tesen är att de svensk-tyska relationerna sedan århundraden präglas av stor mångfald, soliditet och fruktbarhet, två grannländer emellan.

## Ordförande i Svensk-Tyska Föreningen 1913–2015
| 1913-1921: | Riksantikvarien, professor Oscar Montelius      |
| 1922-1923: | Bruksdisponenten, envoyé Herman Lagercrantz     |
| 1923-1930: | Försäkringsdirektör Sven Palme                  |
| 1930-1932: | Kammarherren, greve Carl von Essen              |
| 1932-1934: | Viceamiral Carl Fredrik Riben                   |
| 1934-1948: | Generallöjtnant Henri de Champs                 |
| 1948-1955: | Professor Gösta Häggqvist                       |
| 1955-1964: | Direktör Albert Bolle                           |
| 1964-1973: | Lektor Lechard Johannesson                      |
| 1973-1987: | Civiljägmästaren, greve Hans Wachtmeister       |
| 1987-1990: | Ambassadör Sven Backlund                        |
| 1990-1995: | Ambassadören, friherre Carl Gustaf von Platen   |
| 1995-2004: | Överläkare S Gunnar Edlund                      |
| 2004-2006: | Överceremonimästaren, ambassadör Tom Tscherning |
| 2006-idag: | Ambassadör Leif H Sjöström                      |